# Consoante vibrante simples
A consoante vibrante simples, é um tipo de consoante acusticamente semelhante à vibrante múltipla, que pode ser realizada de duas formas diferentes.
- tepe: é produzido por meio de um curto toque entre os articuladores, posicionando o articulador ativo em direção ao céu da boca, como em português caridade.

- flepe: é produzido por meio de um curto toque movendo o articulador ativo em tangente para o contato com outro articulador, como em alguns dialetos do inglês (americano e australiano) city.